# Coupe intercontinentale 1983
La Coupe intercontinentale 1983 est la vingt-deuxième édition de la Coupe intercontinentale de football. Elle oppose lors d'un seul match le club ouest-allemand du Hambourg SV, vainqueur de la Coupe des clubs champions européens 1982-1983, aux Brésiliens de Grêmio, vainqueurs de la Copa Libertadores 1983. Il s'agit de la première apparition de ces deux clubs dans cette compétition.
La confrontation se déroule au Stade national de Tokyo, le 11 décembre 1983 devant 62 000 spectateurs. Le match arbitré par le Français  Michel Vautrot se conclut par une victoire des Brésiliens sur le score de 2-1, avec un but de Renato Gaúcho, élu homme du match, dans le temps additionnel.
En 2017, le Conseil de la FIFA a reconnu avec document officiel (de jure) tous les champions de la Coupe intercontinentale avec le titre officiel de clubs de football champions du monde, c'est-à-dire avec le titre de champions du monde FIFA, initialement attribué uniquement aux gagnants de la Coupe du monde des clubs FIFA.

## Feuille de match
| Coupe intercontinentale 1983   | Hambourg SV       | 1 - 2   | Grêmio           | Stade national, Tokyo                           |                                                 |
| 11 décembre 1983 12 h 00 UTC+9 | Schröder (en) 85e | (0 - 1) | 38e 90+3e Renato | Spectateurs : 62 000 Arbitrage : Michel Vautrot | Spectateurs : 62 000 Arbitrage : Michel Vautrot |
| 11 décembre 1983 12 h 00 UTC+9 | (Rapport)         |         |                  | Spectateurs : 62 000 Arbitrage : Michel Vautrot | Spectateurs : 62 000 Arbitrage : Michel Vautrot |

| Hambourg | Grêmio |

| Hambourg :    |    |                       |        |
|               |    |                       |        |
|               |    |                       |        |
| G             | 1  | Uli Stein             | Averti |
| D             | 2  | Michael Schröder (en) |        |
| D             | 3  | Bernd Wehmeyer        |        |
| D             | 4  | Ditmar Jakobs         |        |
| D             | 5  | Holger Hieronymus     |        |
| M             | 8  | Jürgen Groh           |        |
| M             | 6  | Jimmy Hartwig         |        |
| M             | 10 | Felix Magath          |        |
| A             | 7  | Wolfram Wuttke        |        |
| A             | 11 | Wolfgang Rolff        |        |
| A             | 9  | Allan Hansen          |        |
| Remplaçants : |    |                       |        |
| G             |    | Uwe Hain              |        |
| D             |    | Dieter Brefort (de)   |        |
| A             |    | Thomas von Heesen     |        |
| Entraîneur :  |    |                       |        |
| Ernst Happel  |    |                       |        |

| Grêmio :             |    |                            |        |     |
|                      |    |                            |        |     |
|                      |    |                            |        |     |
| G                    | 1  | Mazarópi                   | Averti |     |
| D                    | 2  | Paulo Roberto              |        |     |
| D                    | 3  | Jorge Baidek (it)          |        |     |
| D                    | 6  | Hugo de León               | Averti |     |
| D                    | 4  | Paulo César Magalhães (pt) |        |     |
| M                    | 5  | China (it)                 |        |     |
| M                    | 8  | Osvaldo (pt)               |        | 78e |
| M                    | 11 | Mário Sérgio (en)          |        |     |
| A                    | 7  | Renato                     | Averti |     |
| A                    | 9  | José Tarciso de Souza (en) |        |     |
| A                    | 10 | Paulo César                |        | 70e |
| Remplaçants :        |    |                            |        |     |
| M                    | 15 | Paulo Bonamigo (en)        |        | 78e |
| A                    | 16 | Caio (pt)                  | Averti | 70e |
| G                    |    | Beto                       |        |     |
| D                    |    | Leandro                    |        |     |
| D                    |    | Casemiro                   |        |     |
| M                    |    | Tonho                      |        |     |
| A                    |    | César                      |        |     |
| Entraîneur :         |    |                            |        |     |
| Valdir Espinosa (en) |    |                            |        |     |